# Törpe karmosbéka
A törpe karmosbéka (Hymenochirus curtipes) a kétéltűek (Amphibia) osztályába, ezen belül a békák (Anura) rendjébe és a pipabékafélék (Pipidae) családjába tartozó faj.

## Előfordulása
A faj megtalálható a Kongói Köztársaság, a Kongói Demokratikus Köztársaság és valószínűleg a Közép-afrikai Köztársaság területén. Természetes élőhelyei a szubtrópusi és trópusi, párás síkvidéki erdők, folyók, édesvízi tavak és mocsarak.

## Megjelenése
Kis méretű békafaj, 3–4 centiméteresre nő meg. A hímek sötétebb színűek, karcsúbbak, a mellső lábuk mögött apró rózsaszín vagy fehér mirigy található. A nőstények testesebbek, nagyobbak, világos színűek és a kloákájuk szembetűnőbb a hímekénél, kis kidudorodásként azonosítható a lábuk között.

## Akváriumi, terráriumi tartása
Gyakran tartják akváriumban kisebb lazacok, pontylazacok, tetrák és harcsák mellett. Békés természetű, jól megfér fajtársai mellett. Gyakran tetteti magát halottnak.
Kis helyen elfér, 3-4 egyednek egy 40×25×25-ös akvárium megfelelő. Az akváriumot telepítsük be sűrű növényzettel. Aljzatnak tegyünk be apró kavicsot vagy homokot. A víz hőmérséklete legyen 22–28 fok közötti, de szaporítás céljából csökkenthető a hőmérséklet 16–18 fokra, bár ez nem feltétel a sikeres szaporításhoz.
A kifejlett egyedek neme könnyen megállapítható. Szaporodáskor a hímek esténként nagyon halkan dalolnak. Amikor a hím énekelni kezd, megkezdődik a szaporodás. A hím átkarolja párját a hátsó lába előtt és a felszínre jönnek petét rakni. A peték száma akár több száz is lehet. A párzás sokáig elhúzódhat. Miután befejeződött, a tenyészpárt ki kell venni az akváriumból, mert felfalják a petéket. A nőstény a kimerültségtől élettelenül a talajra süllyed, de rövid pihenés után magához tér. A peték egyik oldalon fehérek, másik oldalon barnásfeketék. Azok, amelyek teljesen elfehérednek, nem fognak kikelni. A lárvák 2 nap múlva bújnak elő, további 4 nap múlva úsznak el. Nagyon apró eleséget, infrusoriát, sóráklárvát igényelnek. A teljes átalakulás 60–70 nap alatt végbemegy. 
A kifejlett egyedek nagyon falánkak, általában élő eleséget igényelnek, ritkán a száraz haleleséget is elfogadják. Kedvenc csemegéjük a tubifex, a szúnyoglárva, a vízibolha és kisebb halivadékok. Minden mozgó tárgyra rávetik magukat, ami befér a szájukba.